# 勤政勲章
勤政勲章（きんせいくんしょう、勤政勳章、朝: 근정훈장）は、大韓民国の勲章。1952年1月15日に素星勲章令（大統領令第586号）により素星勲章（そせいくんしょう、素星勳章、朝: 소성훈장）の名称で創設され、1963年12月14日以降は賞勲法により規定されている。
1967年1月16日の賞勲法改正により現行名に改定された。

## 授与対象
勤政勲章は賞勲法第14条により、「公務員、私立学校教員または別定郵便局員としてその職務に精励して功績が明確な者」へ授与されることが規定されている。2019年に韓国政府が授与した勲章19,202件のうち、86.5%に当たる16,619件が勤政勲章だったことが報じられている。

## 等級
勤政勲章は5等級からなり、各等級の名称は賞勲法施行令第11条により定められている。1952年の制定当初は青条・黄条・紅条・緑条の4等級であったが、1963年の賞勲法制定にともない玉条が加えられ、5等級に改められた。
勤政勲章の下位には賞勲法第23条で規定される勤政褒章（きんせいほうしょう、勤政褒章、근정포장）が存在する。
| 等級 | 勲章名                       | 略綬 |
| ---- | ---------------------------- | ---- |
| 1等  | 青条勤政勲章 (청조 근정훈장) |      |
| 2等  | 黄条勤政勲章 (황조 근정훈장) |      |
| 3等  | 紅条勤政勲章 (홍조 근정훈장) |      |
| 4等  | 緑条勤政勲章 (녹조 근정훈장) |      |
| 5等  | 玉条勤政勲章 (옥조 근정훈장) |      |

## 意匠
勤政勲章の各等級の意匠は賞勲法施行令第13条により定められている。章と綬からなる正章、襟章と略綬のセットが基本で、さらに上位2等級の青条章と黄条章には副章が添う。
章飾の意匠は、表面中央の紅玉円板にあしらわれた無窮花から伸びた六稜の太陽光線に三稜の赤線を重ねた形状で、正章の章には瑞雲と竜頭各一対を組み合わせた鈕が付く。綬は橙色地の両端に赤線が入り、玉条章から黄条章までは細線が1本ずつ増えるが、青条章の大綬は無地（略綬は太線1本）となり、その本数（と太さ）で等級が区別される。
正章はそれぞれ、青条章は右肩から下げて佩用する大綬章、黄条・紅条各章は喉元に帯びて佩用する中綬章、緑条・玉条各章は左胸に佩用するロゼット付き小綬章である。上位2等級の副章はいずれも左胸に佩用する星章である。また、勤政褒章は緑条・玉条各章と同じロゼット付き小綬章だが、金属部品は銀色となり、綬は橙色地の中央に赤線1本が入る。
なお、従来の青条章の女性用章飾は男性用より小さい寸法が規定されていたが、2015年12月31日の賞勲法施行令改正により男性用の寸法に統合された。